# Erycina echinata
Erycina echinata är en orkidéart som först beskrevs av Carl Sigismund Kunth, och fick sitt nu gällande namn av John Lindley. Erycina echinata ingår i släktet Erycina och familjen orkidéer. Inga underarter finns listade i Catalogue of Life.